# Salt River Township (Audrain County, Missouri)
Die Salt River Township ist eine von acht Townships im Audrain County im mittleren Nordosten des US-amerikanischen Bundesstaates Missouri. Das U.S. Census Bureau hat bei der Volkszählung 2020 eine Einwohnerzahl von 9.398 ermittelt.

## Geografie
Die Salt River Township liegt rund 70 km nördlich des Missouri River und rund 90 km westlich des Mississippi, der die Grenze zu Illinois bildet.
Die Salt River Township liegt auf 39° 11′ N, 91° 54′ W und erstreckt sich über 289,21 km², die sich auf 288,07 km² Land- und 1,14 km² Wasserfläche verteilen. 
Die Salt River Township liegt im Zentrum des Audrain County und zieht sich von der nördlichen Grenze zum Monroe County bis an die südliche Grenze zum Callaway County durch das gesamte County. Innerhalb des Audrain County grenzt die Salt River Township im Nordosten an die Prairie Township, im Osten an die South Fork Township sowie im Westen an die Wilson Township.

## Verkehr
In der Salt River Township treffen der U.S. Highway 54 und die Missouri State Routes 15 und 22 zusammen. Bei allen weiteren Straßen innerhalb der Township handelt es sich um untergeordnete und zum Teil unbefestigte Fahrwege.
Durch die Salt River Township verlaufen Eisenbahnlinien der Norfolk Southern Railway von St. Louis nach Kansas City und der Kansas City Southern von Springfield in Illinois ebenfalls nach Kansas City. 
Mit dem Mexico Memorial Airport befindet sich rund 5 km östlich der Salt River Township ein kleiner Flugplatz. Der nächstgelegene größere Flughafen ist der rund 160 km ostsüdöstlich gelegene Lambert-Saint Louis International Airport.

## Demografische Daten
Nach der Volkszählung im Jahr 2010 lebten in der Salt River Township 9497 Menschen in 3920 Haushalten. Die Bevölkerungsdichte betrug 33 Einwohner pro Quadratkilometer. In den 3920 Haushalten lebten statistisch je 2,38 Personen. 
Ethnisch betrachtet setzte sich die Bevölkerung zusammen aus 91,1 Prozent Weißen, 4,9 Prozent Afroamerikanern, 0,2 Prozent amerikanischen Ureinwohnern, 0,4 Prozent Asiaten sowie 1,4 Prozent aus anderen ethnischen Gruppen; 1,9 Prozent stammten von zwei oder mehr Ethnien ab. Unabhängig von der ethnischen Zugehörigkeit waren 3,1 Prozent der Bevölkerung spanischer oder lateinamerikanischer Abstammung. 
24,5 Prozent der Bevölkerung waren unter 18 Jahre alt, 56,7 Prozent waren zwischen 18 und 64 und 18,8 Prozent waren 65 Jahre oder älter. 52,3 Prozent der Bevölkerung war weiblich.
Das mittlere jährliche Einkommen eines Haushalts lag bei 44.221 USD. Das Pro-Kopf-Einkommen betrug 21.891 USD. 14 Prozent der Einwohner lebten unterhalb der Armutsgrenze.

## Ortschaften
Neben Streubesiedlung lebt die Mehrheit der Bewohner in der Stadt Mexico, die sich zu einem kleineren Teil bis in die östlich benachbarte South Fork Township erstreckt.